# Lisne, Sudak
Lisne (în ucraineană Лісне) este un sat în comuna Dacine din orașul regional Sudak, Republica Autonomă Crimeea, Ucraina.

## Demografie
Componența lingvistică a localității Lisne
     Rusă (54,04%)
     Tătară crimeeană (24,78%)
     Ucraineană (19,45%)
     Alte limbi (0,34%)
Conform recensământului din 2001, majoritatea populației localității Lisne era vorbitoare de rusă (54,04%), existând în minoritate și vorbitori de tătară crimeeană (24,78%) și ucraineană (19,45%).